# Brooks (Minnesota)
Brooks és una població dels Estats Units a l'estat de Minnesota. Segons el cens del 2000 tenia 141 habitants.

## Demografia
Segons el cens del 2000, Brooks tenia 141 habitants, 61 habitatges, i 37 famílies. La densitat de població era de 46,9 habitants per km².
Dels 61 habitatges en un 29,5% hi vivien nens de menys de 18 anys, en un 50,8% hi vivien parelles casades, en un 4,9% dones solteres, i en un 39,3% no eren unitats familiars. En el 34,4% dels habitatges hi vivien persones soles el 23% de les quals corresponia a persones de 65 anys o més que vivien soles. El nombre mitjà de persones vivint en cada habitatge era de 2,31 i el nombre mitjà de persones que vivien en cada família era de 3.
Per edats la població es repartia de la següent manera: un 24,8% tenia menys de 18 anys, un 11,3% entre 18 i 24, un 19,1% entre 25 i 44, un 23,4% de 45 a 60 i un 21,3% 65 anys o més.
L'edat mediana era de 42 anys. Per cada 100 dones de 18 o més anys hi havia 96,3 homes.
La renda mediana per habitatge era de 25.417 $ i la renda mediana per família de 33.750 $. Els homes tenien una renda mediana de 22.500 $ mentre que les dones 16.250 $. La renda per capita de la població era de 13.947 $. Cap de les famílies i el 2,8% de la població estaven per davall del llindar de pobresa.

## Poblacions més properes
El següent diagrama mostra les poblacions més properes.